# Villamantilla
Villamantilla è un comune spagnolo di 372 abitanti situato nella comunità autonoma di Madrid.